# Saint Seiya - I Cavalieri dello zodiaco (serie animata)
Saint Seiya - I Cavalieri dello zodiaco (聖闘士星矢: Knights of the Zodiac?, Seinto Seiya: Knights of the Zodiac, titolo in inglese Knights of the Zodiac: Saint Seiya) è un original net anime di coproduzione nippo-americana, basato sul manga di Masami Kurumada Saint Seiya - I Cavalieri dello zodiaco.
Diretta da Yoshiharu Ashino, la serie è stata distribuita in anteprima mondiale il 19 luglio 2019 su Netflix. Il 29 giugno 2022 Crunchyroll ha annunciato la distribuzione della seconda stagione della serie, col sottotitolo Battle for Sanctuary. La terza stagione sequel di Battle for Sanctuary che termina la saga del Santuario,  è trasmessa sempre su Crunchyroll nel corso del 2024.

## Trama
Seiya, un giovane adolescente, viene reclutato da Alman di Thule per diventare un leggendario Cavaliere di bronzo (士 聖 闘 士 Buronzu Seinto). La serie segue lo scontro con i Cavalieri Neri (暗 黒 聖 闘 士 Burakku Seinto) con lo scopo di proteggere la dea Atena, mentre Seiya è impegnato a cercare la sorella scomparsa.
Le prime tre stagioni per un totale di 36 episodi raccontano la storia dall'inizio sino alla fine della prima saga quella del Santuario con la scalata alle 12 case dello zodiaco.

## Personaggi e doppiatori
| Personaggio             |                          |                  |                      |                             |
| Personaggio             | Nome originale           | Inglese          | Giapponese           | Italiano                    |
| ----------------------- | ------------------------ | ---------------- | -------------------- | --------------------------- |
| Lady Isabel / Atena     | Saori Kido / Athena      | Emily Neves      | Fumiko Orikasa       | Dania Cericola              |
| Seiya di Pegasus        | Pegasus no Seiya         | Bryson Baugus    | Masakazu Morita      | Ivo De Palma                |
| Cristal il Cigno        | Cygnus no Hyoga          | Patrick Poole    | Hiroaki Miura        | Luigi Rosa                  |
| Sirio il Dragone        | Dragon no Shiryu         | Blake Shepard    | Takahiro Sakurai     | Marco Balzarotti            |
| Shaun di Andromeda      | Andromeda no Shun        | Luci Christian   | Satomi Satō          | Deborah Morese              |
| Nero di Phoenix         | Phoenix No Ikki          | Adam Gibbs       | Katsuyuki Konishi    | Mattia Bressan              |
| Asher dell'Unicorno     | Unicorn no Jab           | Leraldo Anzaldua | Hideo Ishikawa       | Andrea Oldani               |
| Geki dell'Orsa          | Bear no Geki             | Adam Noble       | Kouhei Fukuhara      |                             |
| Aspides dell'Idra       | Hydra no Ichi            | Justin Doran     | Masaya Onosaka       |                             |
| Black il Lupo           | Wolf no Nachi            | Cameron Bautsch  | Takeshi Kusao        | Diego Sabre                 |
| Castalia                | Eagle no Marin           | Maggie Flecknoe  | Fumiko Inoue         | Adriana Libretti            |
| Tisifone                | Ophiucus no Shaina       | Katelyn Barr     | Yuka Komatsu         | Jasmine Laurenti            |
| Ioria del Leone         | Leo no Aiolia            | Greg Cote        | Hideyuki Tanaka      | Gabriele Calindri ? (ep. 1) |
| Dohko                   | Rōshi / Raibura no Dōhko | John Swasey      | Hiroshi Iwasaki      | Oliviero Corbetta           |
| Mur dell'Ariete         | Aries no Mu              | John Gremillion  | Takumi Yamazaki      | Alberto Sette               |
| Virgo della Vergine     | Virgo no Shaka           | Scott Gibbs      | Yūji Mitsuya         | Felice Invernici            |
| Scorpio dello Scorpione | Scorpion no Milo         | Alejandro Saab   | Toshihiko Seki       | Diego Sabre                 |
| Misty della Lucertola   | Lizard no Misty          | Corey Hartzog    | Hisafumi Oda         | Valerio Amoruso             |
| Damian del Corvo        | Crow no Jamian           | Justin Doran     | Junji Kitajima       | Giorgio Melazzi             |
| Cassios                 | Cassios                  | Andrew Love      | Toshitsugu Takashina | Francesco Rizzi             |
| Guilty                  | Guilty                   | David Harbold    | Masafumi Kimura      | Raffaele Fallica            |
| Esmeralda               | Esmeralda                | Juliet Simmons   | Shino Shimoji        | Valentina Pallavicino       |
| Patricia                | Seika                    | Lillian Jones    | Yukiko Motoyoshi     | Valentina Pallavicino       |
| Mylock                  | Tatsumi                  | Ty Mahany        | Hisao Egawa          | Silvio Pandolfi             |
| Alman di Thule          | Mitsumasa Kido           | Axel Lutter      | Katsuhisa Hōki       | Enrico Maggi                |
| Vander Guraad           | Vander Graad             | James Belcher    | Hideaki Tezuka       | Natale Ciravolo             |

## Produzione e distribuzione
La serie è stata annunciata la prima volta a dicembre 2016, al CCXP in Brasile. Il 2 agosto 2017, Cinematoday.jp ha pubblicato un articolo che ha rivelato che il progetto era una collaborazione con Netflix per realizzare un nuovo adattamento della serie manga ed anime classico. Yoshiharu Ashino è stato annunciato come direttore del progetto, e Eugene Son come scrittore. La prima stagione avrebbe seguito l'arco della Guerra Galattica e dei Cavalieri D'argento con dodici episodi. I primi sei episodi sono stati distribuiti su Netflix a livello mondiale il 19 luglio 2019 , mentre gli episodi dal 7 al 12 il 23 gennaio 2020. Questa prima stagione di 12 episodi è stata totalmente doppiata in Italiano.
Il 29 giugno 2022 Crunchyroll ha annunciato che avrebbe distribuito in tutto il mondo la seconda stagione della serie di altri 12 episodi, intitolata Battle for Sanctuary(che ripercorre le gesta dei Cavalieri nella prima metà della famosa scalata delle 12 case dello Zodiaco), pubblicata sulla piattaforma dal 31 luglio al 9 ottobre 2022 La terza stagione di altri 12 episodi intitolata Battle for Sanctuary parte 2 che termina la saga del Santuario, è trasmessa sempre su Crunchyroll da aprile 2024. In Italia le stagioni 2-3 sono disponibili solo con i sottotitoli italiani.

### Episodi

#### Prima stagione
| nº | Titolo                       | Titolo italiano                           | Pubblicazione   |
| -- | ---------------------------- | ----------------------------------------- | --------------- |
| 1  | Seiya                        | Seiya                                     | 19 luglio 2019  |
| 2  | Burn Your Cosmo              | Brucia il tuo cosmo                       | 19 luglio 2019  |
| 3  | Enter The Dragon             | Arriva il Dragone                         | 19 luglio 2019  |
| 4  | Nebula Chain                 | La catena di Andromeda                    | 19 luglio 2019  |
| 5  | The Black Knights            | I Cavalieri neri                          | 19 luglio 2019  |
| 6  | Phoenix Rising               | Phoenix rinasce                           | 19 luglio 2019  |
| 7  | The Silver Knights           | I Cavalieri d'Argento                     | 23 gennaio 2020 |
| 8  | The Rising Tide              | L'alta marea                              | 23 gennaio 2020 |
| 9  | To Fight For Athena          | Lottare per Atena                         | 23 gennaio 2020 |
| 10 | The Challenge                | La sfida                                  | 23 gennaio 2020 |
| 11 | The Prophecy                 | La profezia                               | 23 gennaio 2020 |
| 12 | One War Ends, Another Begins | Finisce una guerra e ne comincia un'altra | 23 gennaio 2020 |

#### Seconda stagione
| nº | Titolo                           | Titolo italiano                 | Pubblicazione     |
| -- | -------------------------------- | ------------------------------- | ----------------- |
| 13 | The twelve Houses of the Zodiac  | Le dodici Case dello Zodiaco    | 31 luglio 2022    |
| 14 | The Seventh sense                | Il settimo senso                | 31 luglio 2022    |
| 15 | Andromeda Island                 | L'isola di Andromeda            | 7 agosto 2022     |
| 16 | Ice Heart                        | Cuore gelido                    | 14 agosto 2022    |
| 17 | The kingdom of the dead          | Il regno dei morti              | 21 agosto 2022    |
| 18 | The Rebirth of the Rising Dragon | La rinascita del Drago Nascente | 28 agosto 2022    |
| 19 | Battle at the Temple of the Lion | Battaglia al Tempio del Leone   | 4 settembre 2022  |
| 20 | The Knights Skull                | I Cavalieri Teschio             | 11 settembre 2022 |
| 21 | Reflexes                         | Riflessi                        | 18 settembre 2022 |
| 22 | He who is Powerful as a God      | Colui che è potente come un dio | 25 settembre 2022 |
| 23 | The Treasure of Heaven           | Il Tesoro del Cielo             | 2 ottobre 2022    |
| 24 | The Secrets of the Sanctuary     | I segreti del Santuario         | 9 ottobre 2022    |

#### Terza stagione
| nº | Titolo                                     | Titolo italiano                                   | Pubblicazione  |
| -- | ------------------------------------------ | ------------------------------------------------- | -------------- |
| 25 | The Swan & the Scorpion                    | Il Cigno e lo Scorpione                           | 1 aprile 2024  |
| 26 | The Courage of Jabu                        | Il coraggio di Asher                              | 1 aprile 2024  |
| 27 | Return to the Land of the Dead             | Ritorno nella Terra dei Morti                     | 8 aprile 2024  |
| 28 | Aiolos's last words                        | Le ultime parole di Micene                        | 15 aprile 2024 |
| 29 | A leap of Faith                            | Il balzo della fede                               | 22 aprile 2024 |
| 30 | Absolute Zero                              | Zero Assoluto                                     | 29 aprile 2024 |
| 31 | Demon Roses                                | Rose demoniache                                   | 6 maggio 2024  |
| 32 | Andromeda's Sacrifice                      | Il sacrificio di Andromeda                        | 13 maggio 2024 |
| 33 | Death Match in the Grand Master's Chambers | Scontro mortale nelle stanze del Grande Sacerdote | 20 maggio 2024 |
| 34 | The Man with Two Faces                     | L'uomo con due volti                              | 27 maggio 2024 |
| 35 | The Face of The Grand Master               | Il volto del Grande Sacerdote                     | 3 giugno 2024  |
| 36 | To save Athena                             | Per salvare Atena!                                | 10 giugno 2024 |